# Lysacris festae
Lysacris festae är en insektsart som först beskrevs av Giglio-tos 1898.  Lysacris festae ingår i släktet Lysacris och familjen gräshoppor. Inga underarter finns listade i Catalogue of Life.